# Pålsjön (Björna socken, Ångermanland)
Pålsjön är en sjö i Örnsköldsviks kommun i Ångermanland och ingår i Gideälvens huvudavrinningsområde. Sjön har en area på 0,306 kvadratkilometer och ligger 167,1 meter över havet.

## Delavrinningsområde
Pålsjön ingår i det delavrinningsområde (705503-164192) som SMHI kallar för Mynnar i Gideälven. Medelhöjden är 221 meter över havet och ytan är 17,52 kvadratkilometer. Det finns inga avrinningsområden uppströms utan avrinningsområdet är högsta punkten. Vattendraget som avvattnar avrinningsområdet har biflödesordning 2, vilket innebär att vattnet flödar genom totalt 2 vattendrag innan det når havet efter 49 kilometer. Avrinningsområdet består mestadels av skog (78 procent). Avrinningsområdet har 0,41 kvadratkilometer vattenytor vilket ger det en sjöprocent på 2,3 procent.